# Hecateu
|  | Per a altres significats, vegeu «Hecateu d'Abdera». |

Hecateu de Milet (grec: Ἑκαταῖος ὁ Μιλήσιος, Milet, c.550-c.476 aC), anomenat així per la deessa grega Hècate, fou un historiador i geògraf grec primitiu. El seu mètode històric el situa entre els logògrafs. També se'l pot considerar precedent de la cosmografia. No se l'ha de confondre amb el seu homònim Hecateu d'Abdera, també historiador.

## Biografia
Va néixer a Milet, de família rica. Va arribar a la maduresa en el temps de la invasió persa. Després de llargs viatges, es va assentar a la seva ciutat natal, on va ocupar alts càrrecs, i es va dedicar a la composició de treballs històrics i geogràfics. Quan Aristàgores va convocar un consell dels jonis a Milet per organitzar la revolta de Jònia contra el poder persa, Hecateu va tractar debades de dissuadir els seus compatriotes de portar-la a terme (Heròdot, 5.36, 125). En el 494 aC, quan els derrotats jonis es van veure obligats a negociar la rendició, ell va ser un dels ambaixadors davant el sàtrapa persa Artafernes, al qual va persuadir de permetre la reconstrucció de les ciutats jònies (Diodor Sícul, 10.25).
Hecateu va ser un dels primers autors clàssics que esmenten els pobles celtes.

## Obra
Es coneixen dues obres d'Hecateu: Περίοδος γῆς (Periodos ges, "Viatge al voltant de la Terra" o "Retrat del món") i 'Γενεαλογίαι (Genealogiai) també anomenada Ιστορία (Història). Tanmateix, només sobreviuen en fragments.
El Viatge al voltant de la Terra és una obra en dos llibres, cada un dels quals s'organitza a manera de periple (o navegació costanera amb escales). El primer, sobre Europa, és essencialment un periple mediterrani; hi descriu una per una cada regió visitada, arribant fins i tot a Escítia. El segon, sobre Àsia, s'organitza de manera similar al Periple del mar Eritreu, del qual sobreviu una versió del segle i. Hecateu descriu els països i pobles del món conegut, i la part d'Egipte és particularment completa. Les descripcions s'acompanyen d'un mapa, basat en el d'Anaximandre, que corregeix i augmenta. Es conserven 374 fragments de l'obra, la major part citats en el lexicó geogràfic Ètnica, compilat per Esteve de Bizanci.
Les Genealogiai o Història consta de quatre llibres i és un compendi racionalment sistematitzat de les tradicions i mitologia gregues, que trenca amb la tradició èpica de construcció de mites. Se'n conserven menys de quaranta fragments, però són suficients per considerar-ne la importància.

Recreació moderna del mapa del món d'Hecateu a partir de diverses descripcions.

## Mapa d'Hecateu
A més de les seves obres escrites, a Hecateu també se li atribueix la millora del mapa d'Anaximandre, que va veure com un disc encerclat per Oceanus.

## Escepticisme
Les obres d'Hecateu, especialment les Genealogiai, mostren un marcat escepticisme: "Escric el que considero veritat; les històries dels grecs em semblen ridícules." Al contrari que el seu contemporani Xenofont, no critica els mites partint dels mites mateixos, sinó que la seva incredulitat i escepticisme prové de la seva àmplia exposició de les moltes mitologies contradictòries que troba en els seus viatges. Aquest encontre amb l'antiguitat immemorial d'Egipte es considera una influència crucial en l'escepticisme d'Hecateu. El passat mitologitzat dels grecs es torna insignificant quan hom el compara amb la història d'una civilització que ja era antiga abans que es fundés Micenes.
Hecateu va ser probablement el primer dels logògrafs a intentar una història en prosa i a utilitzar el mètode crític per a distingir el mite del fet històric, encara que accepta Homer i altres poetes com a autoritats fidedignes. Heròdot deu a Hecateu el concepte d'història en prosa, encara que de vegades en discuteixi el contingut.

## Atribució
- Aquest article incorpora text d'una publicació actualment en domini públic: Chisholm, Hugh, ed. (1911). Encyclopædia Britannica (11a ed.). Cambridge University Press.